# Jane Hill
Jane Katharine Hill est une écologue britannique et professeure d'écologie à l'université de York et est depuis 2022 présidente de la Royal Entomological Society. Ses travaux portent essentiellement sur les effets du changement climatique et de la dégradation de l'habitat sur les insectes.

## Biographie

### Formation et carrière
Hill obtient un diplôme de premier cycle, une maîtrise à l'université de Manchester et un doctorat en écologie des insectes à l'université de Bangor en 1991. En tant que chercheuse postdoctorale, elle étudie les effets du climat sur les insectes et la dynamique des métapopulations chez les papillons à l'université John Moores de Liverpool, à l'université de Leeds et à l'université de Durham.
En 2001, elle part à l'université de York où elle a obtenu un poste de chargée de cours. Elle devient maître de conférences en 2006 et en 2010 elle reçoit le titre de professeure d'écologie et devient cheffe adjointe du département de biologie. Son département est l'un des premiers au Royaume-Uni à recevoir le Athena Swan Gold Award en reconnaissance de son engagement pour faire progresser la carrière des femmes dans l'enseignement supérieur et la recherche.

## Recherche
Hill effectue l'une des premières relocalisations d'insectes, déplaçant des populations de papillons blancs marbrés et de petits hespéries plus au nord et à l'est du Royaume-Uni en 2000. Le projet est couronné de succès et fournit des informations aux biologistes de la conservation pour effectuer de futures migrations assistées d'insectes.
Ses études sur la migration des insectes montrent que les papillons et les mites peuvent voler des centaines de mètres dans les airs pour profiter du vent pour les accélérer, ils peuvent aussi faire des ajustements à leur direction pour voyager plus rapidement vers leur destination.
Hill effectue des travaux de terrain dans les écosystèmes tropicaux et a découvre que les plantations de palmiers à huile peuvent agir comme une barrière au mouvement des papillons dans et entre les zones de forêt tropicale, en particulier les plus grands papillons, montre l'importance d'avoir un réseau de parcelles d'habitat connectées.
Son travail sur les effets du changement climatique sur la biodiversité a montré que les papillons nocturnes du mont Kinabalu à Bornéo étaient devenus plus petits et avaient remonté la montagne entre les années 1960 et 2000, soit un déplacement en altitude de plus de 60 m. Les papillons de nuit et les papillons britanniques réagissent de différentes manières au changement climatique, les espèces ayant une alimentation variée et des taux d'accouplement plus élevés (comme la Cidarie verdâtre et la vieillie (en)) peuvent prospérer dans des températures croissantes, celles telles que le Grand collier argenté et l'Azuré de l'ajonc fait moins bien car il est spécialiste de quelques plantes alimentaires et n'a qu'une génération de descendants par an.
Hill souligne que les zones d'habitat protégées pour aider à maintenir les populations d'espèces rares doivent être connectées pour faciliter la migration et la dispersion et doivent présenter des caractéristiques climatiques adéquates pour que les espèces survivent aux conditions climatiques futures.

## Prix et distinctions
Hill a reçu le Marsh Award for Conservation Biology (en) en 2011 délivré par le Marsh Christian Trust et la Société zoologique de Londres.
En 2015, elle donne la conférence Sir Julian Huxley au University College de Londres et en 2016 la conférence Stamford Raffles à la Société zoologique de Londres.
Elle est nommée membre honoraire de la Royal Entomological Society en 2016 et administratrice de la British Ecological Society.
Depuis septembre 2022, elle est présidente de la Royal Entomological Society.